# Janov (district de Prešov)
Pour les articles homonymes, voir Janov.
Janov est un village du district de Prešov, dans la région de Prešov, en Slovaquie.

## Histoire
La première mention écrite du village date de 1341.

## Démographie

### Évolution de la population
| Année:               | 1994. | 2004.    | 2014.    | 2024.   |
| -------------------- | ----- | -------- | -------- | ------- |
| Nombre de personnes: | 248   | 277      | 325      | 309     |
| Différence:          |       | +11,69 % | +17,32 % | -4,92 % |

| Année:               | 2023. | 2024.   |
| -------------------- | ----- | ------- |
| Nombre de personnes: | 314   | 309     |
| Différence:          |       | -1,59 % |